# وانا وانی
وانا وانی (ایتالیایی: Vanna Vanni؛ ‏ ۷ ژانویهٔ ۱۹۱۵ – ۶ مارس ۱۹۹۸) بازیگر اهل ایتالیا بود. وی یکی از زیباترین هنرپیشگان زن ایتالیا در عصر خود بود.
از فیلم‌های او می‌توان به صدای بی رخ اشاره کرد.